# 시시오도시

시시오도시의 모습

시시오도시(鹿威し, ししおどし)는 넓은 의미로는 농사에 위협이 되는 동물들을 놀래켜 쫓아내는 기구들을 의미한다. 허수아비, 나루코(鳴子), 소즈(添水) 등이 여기 포함된다. 좁은 의미의 시시오도시는 소즈와 동의어로 사용된다. 문자 그대로는 '사슴(鹿)을 놀라게 하는(威し)'이라는 의미를 가지고 있다.
소즈는 일본 정원에서 사용되는 일종의 분수이다. 보통 대나무로 된 관으로 만들며 균형점의 한쪽으로 기울어져 있다. 가만히 있을 때에는 무거운 끝이 아래로 내려와 바위에 관이 기대어 있다. 관의 위쪽에 물이 쌓이면 관의 무게 중심이 회전축을 지나 이동하여 관이 회전하여 물을 흘려 보내게 된다. 이때 무거운 쪽 끝은 바위에 부딪혀 날카로운 소리를 내며, 이후에는 이 주기가 반복된다.
소즈는 원래 정원에 있는 식물을 뜯고 있는 사슴이나 멧돼지 같은 초식 동물을 놀라게 하기 위한 것이었지만, 현재는 정원의 시각과 청각 디자인의 구성 요소가 되었으며 주로 미적 가치로 인해 사용된다.

## 갤러리

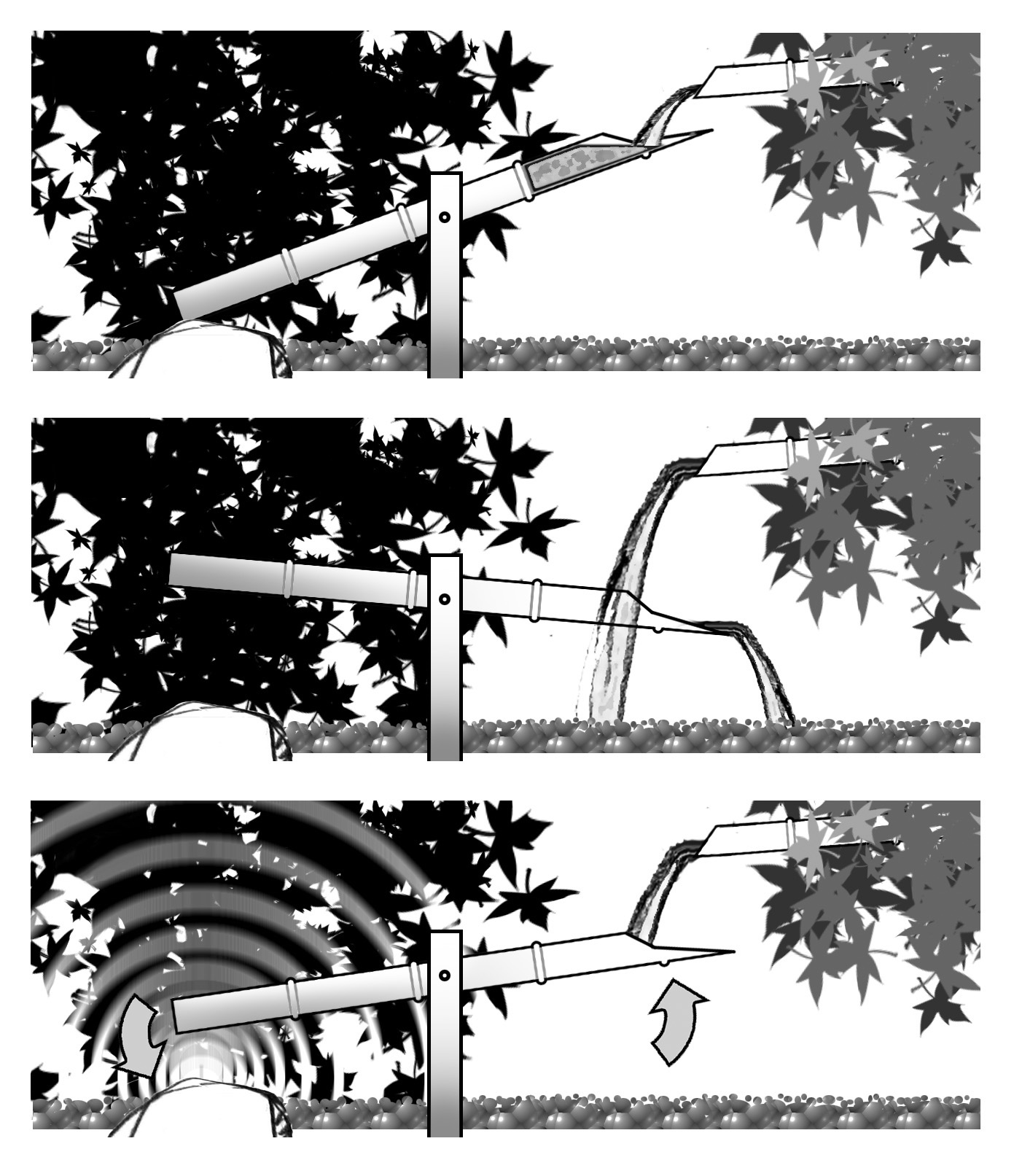
모식도
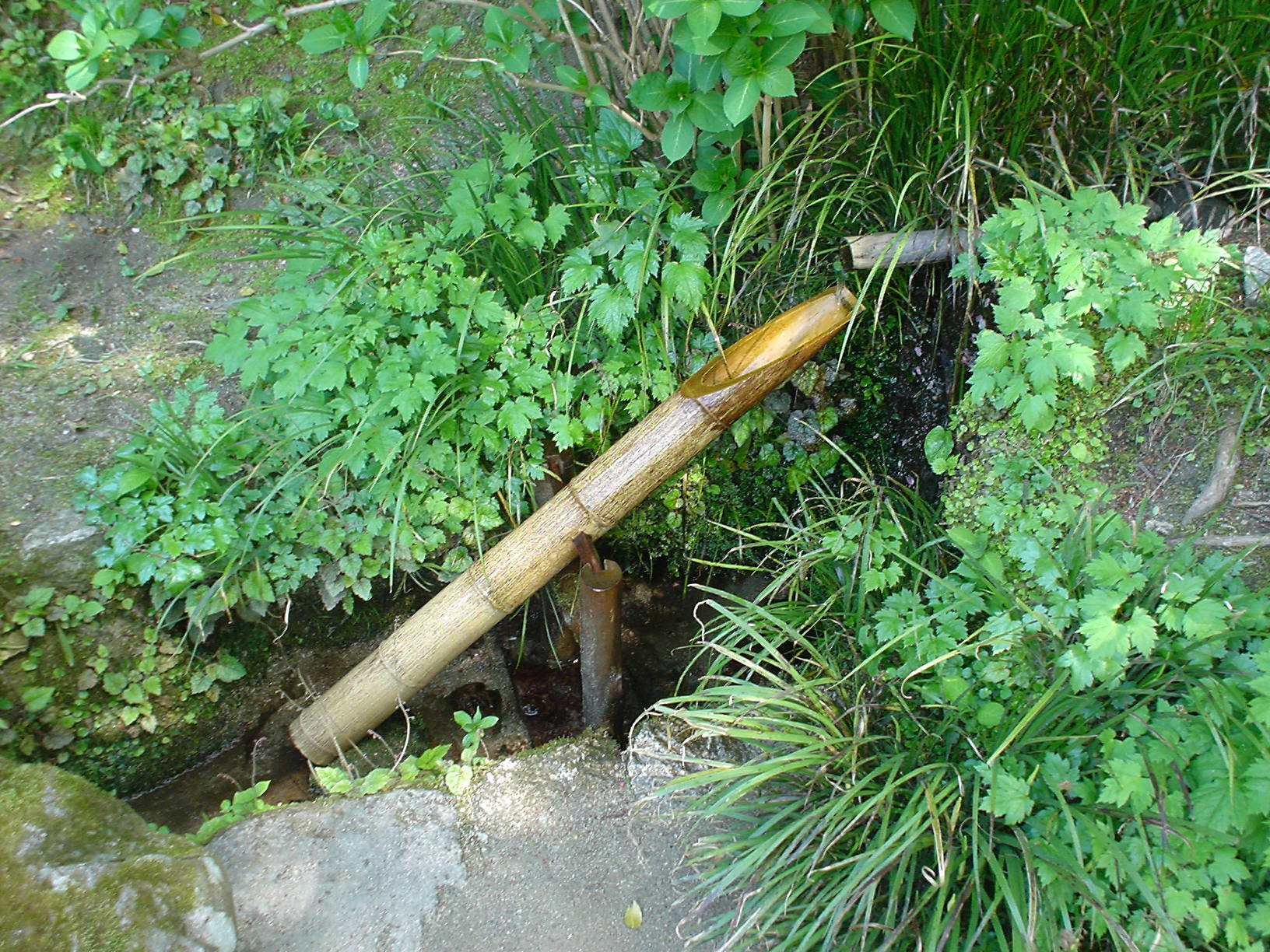
교토의 시센도(詩仙堂)에 있는 소즈
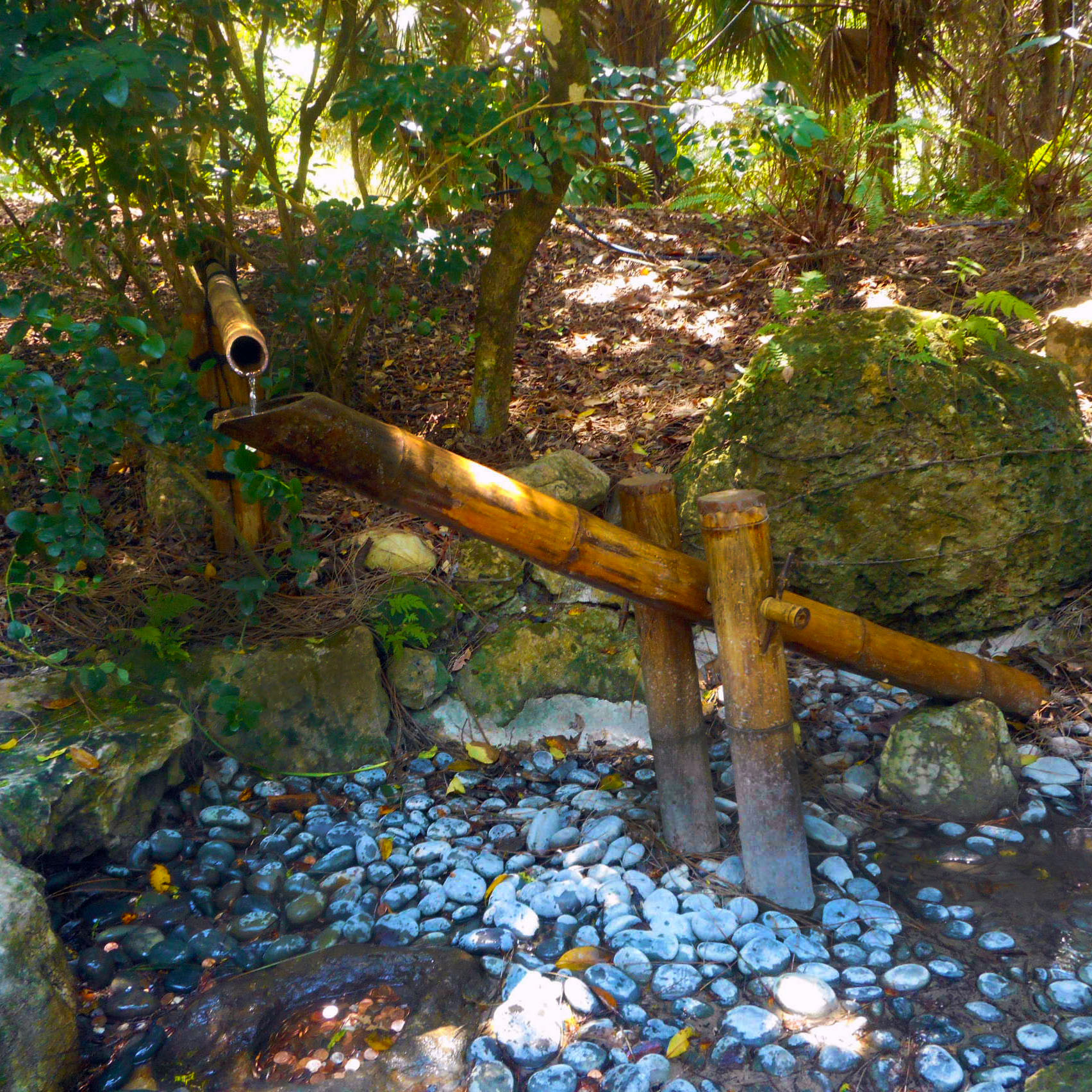
모리카미 박물관의 정원에 있는 시시오도시에 물이 차는 모습
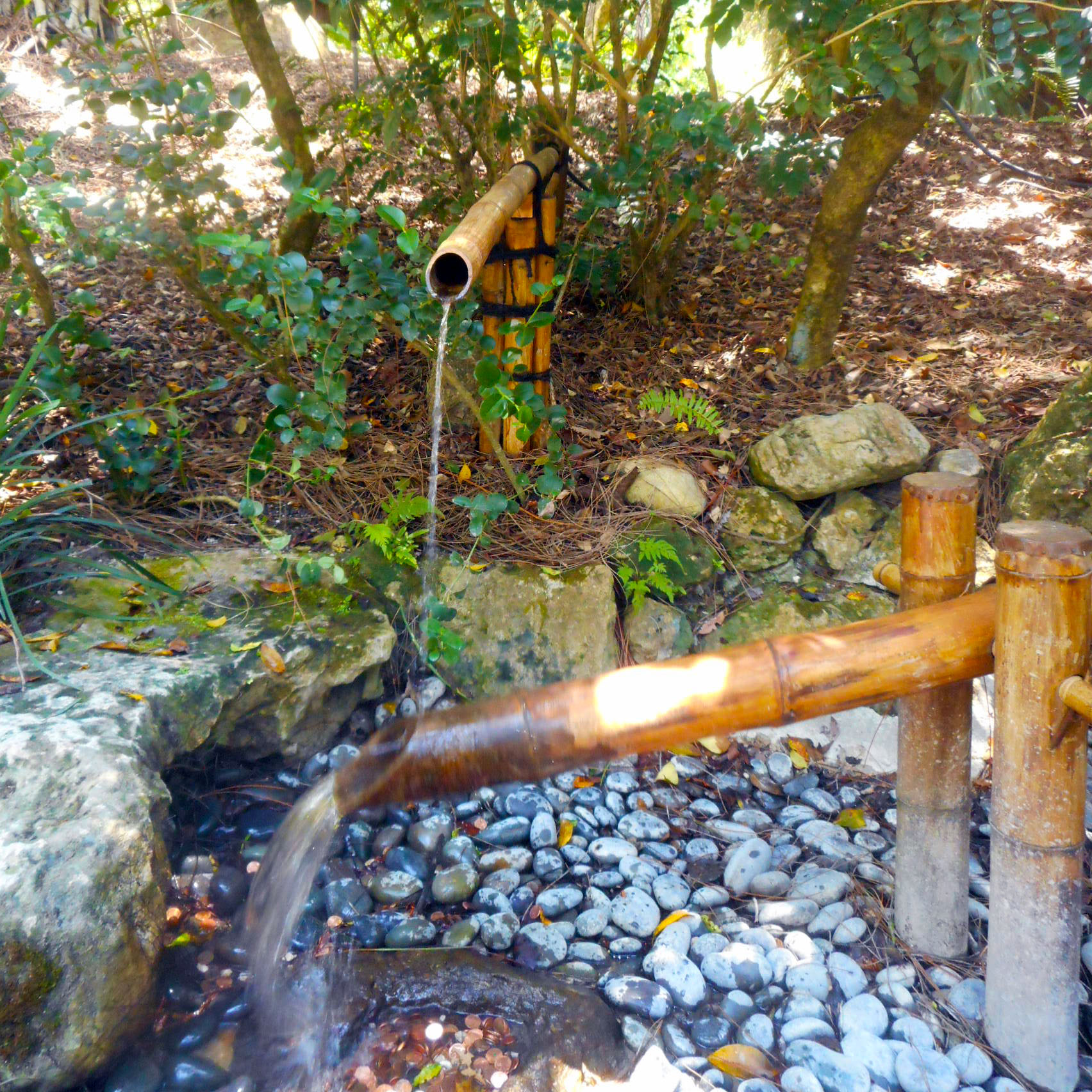
물을 비우는 모습
- 물이 차기까지 1분 가량이 걸리는 시시오도시를 보여주는 영상

## 같이 보기
- 스이킨쿠쓰
- 쓰쿠바이 - 시시오도시와 흔히 함께 사용된다.